# Funkcja Greena
Funkcja Greena, propagator – funkcja stanowiąca jądro operatora całkowego, będącego odwrotnym do operatora różniczkowego w zwyczajnym bądź cząstkowym równaniu różniczkowym wraz z warunkami początkowymi lub brzegowymi.
Formalizm funkcji Greena pozwala sprowadzić problem rozwiązania równania różniczkowego do analogicznego problemu rozwiązania równania całkowego.
Funkcje nazwane są na cześć angielskiego matematyka i fizyka, George’a Greena.

## Funkcje Greena w mechanice kwantowej
Szczególna rolę funkcje Greena odgrywają w mechanice kwantowej
układów wielu cząstek i kwantowej mechanice statystycznej.
Stanowią one standardowe narzędzie teorii układów wielu cząstek. Ich szczególna rola wynika stąd, że istnieją bezpośrednie relacje pomiędzy funkcjami Greena a wartościami mierzalnymi w eksperymentach, czyli wielkości obserwowane w doświadczeniach bardzo często stanowią prostą kombinację funkcji Greena.
Funkcje Greena stosowane w fizyce nazywa się często funkcjami korelacji.

## Rodzaje jednocząstkowych funkcji Greena
Wyróżnia się następujące typy funkcji:
- funkcja kauzalna (przyczynowa) {\displaystyle iG=\langle \langle \mathrm {T} (c_{1}c_{2}^{\dagger })\rangle \rangle ,}

- funkcja antykauzalna {\displaystyle iG=\langle \langle \mathrm {{\tilde {T}}(c_{1}c_{2}^{\dagger })} \rangle \rangle ,}

- funkcja retardowana {\displaystyle G=i\Theta (t)\langle \langle [c_{1},c_{2}^{\dagger }]_{\pm }\rangle \rangle ,}

- funkcja adwansowana {\displaystyle G=-i\Theta (-t)\langle \langle [c_{1},c_{2}^{\dagger }]_{\pm }\rangle \rangle ,}

- funkcja (określana czasem jako G większe) {\displaystyle iG^{>}=\langle \langle c_{1}c_{2}^{\dagger }\rangle \rangle ,}

- funkcja (określana czasem jako G mniejsze) {\displaystyle iG^{<}=\langle \langle c_{1}^{\dagger }c_{2}\rangle \rangle .}

W powyższych wzorach operator {\displaystyle \mathrm {T} } oznacza uporządkowanie chronologiczne operatorów, {\displaystyle {\tilde {\mathrm {T} }}} oznacza uporządkowanie antychronologiczne, operatory {\displaystyle c_{1}^{\dagger },c_{2}} oznaczają zależne od czasu operatory kreacji i anihilacji cząstek (przy czym indeks 1,2 oznacza zależność od położenia lub pędu oraz czasu), czas w funkcjach retardowanej i adwansowanej {\displaystyle t=t_{1}-t_{2},} nawias {\displaystyle [.,.]_{\pm }} oznacza antykomutator/komutator odpowiednio dla fermionów/bozonów, natomiast
{\displaystyle \langle \langle .\rangle \rangle } jest wartością oczekiwaną, bądź odpowiednią dla rozważanego zagadnienia kwantową suma termodynamiczna.
Powyższe definicje nie są jedynymi możliwymi. Istnieje dużo konwencji, a przykłady te służą jedynie pokazaniu podstawowych różnic pomiędzy różnymi typami funkcji Greena.

## Formalizm Matsubary dla funkcji Greena
Dla skończenietemperaturowych funkcji Greena (czyli dla układów, w których temperatury są nierówne zero) wprowadza się formalizm Matsubary. Funkcje Greena w skończonych temperaturach są kwantowymi średnimi termodynamicznymi, w których występuje dodatkowy czynnik {\displaystyle \exp(-\beta {\hat {H}}),} gdzie {\displaystyle \beta ={\frac {1}{k_{B}T}},} {\displaystyle k_{B}} jest stałą Boltzmana, {\displaystyle T} temperaturą {\displaystyle {\hat {H}}} hamiltonianem układu. Nie jest to jedyne miejsce, gdzie występuje operator {\displaystyle {\hat {H}}} – jest on także obecny w ewolucji czasowej operatorów kreacji i anihilacji (czynnik {\displaystyle \exp(\pm i{\hat {H}})}). Przy iloczynie tych czynników można byłoby je połączyć przyjmując, że
1. {\displaystyle \beta } jest urojona i mamy do czynienia z ewolucją (poza zwykłą ewolucją czasową) dodatkową ewolucją w urojonym czasie o długości {\displaystyle \beta ;}
2. traktujemy czas jako urojoną temperaturę {\displaystyle (t=i\tau ).}

Metoda Matsubary opiera się na drugiej możliwości. Okazuje się, że wtedy jednocząstkowe funkcje Greena posiadają własności periodyczności/antyperiodyczności dla bozonów/fermionów. W związku z tym funkcje te można przedstawić przez szeregi Fouriera, w których zostają częstości nieparzyste/parzyste dla fermionów/bozonów. Wtedy obliczenie funkcji Greena sprowadza się do wykonania odpowiednich sum po częstościach.
Retardowane funkcje Greena otrzymujemy z funkcji w częstościach dokonując kontynuacji analitycznej, co sprowadza się do podstawienia {\displaystyle i\omega _{n}\rightarrow \omega +i\delta } dla funkcji retardowanej {\displaystyle i\omega _{n}\rightarrow \omega -i\delta .}